# 1507
Il 1507 (MDVII in numeri romani) è un anno  del XVI secolo.

## Eventi
- 25 aprile – Viene pubblicata dal cartografo tedesco Martin Waldseemüller la Cosmographiae Introductio, opera in cui, per la prima volta, compare il nome "America". Waldseemüller propose infatti di dare al "nuovo continente" il nome di Amerigo Vespucci.
- 26 giugno Convegno di Savona – Vertice Europeo fra re Luigi XII di Francia e Ferdinando II il Cattolico re di Spagna, con Germana di Foix – preludio alla Lega di Cambrai.

## Nati

### Gennaio
- 1º gennaio - Anna di Brandeburgo, principessa († 1567)
- 14 gennaio - Caterina d'Asburgo, sovrana († 1578)
- 14 gennaio - Luca Longhi, pittore italiano († 1580)
- 18 gennaio - Ferrante Sanseverino, nobile italiano († 1568)
- 25 gennaio - Johannes Oporinus, umanista, medico e editore svizzero († 1568)
- 28 gennaio - Ferrante I Gonzaga, nobile e condottiero italiano († 1557)

### Febbraio
- 3 febbraio - René de Birague, nobile italiano († 1583)
- 8 febbraio - Luca Martini, ingegnere e scrittore italiano († 1561)
- 11 febbraio - Filippo II, religioso russo († 1569)

### Marzo
- 7 marzo - Maddalena di Sassonia, nobile tedesca († 1534)
- 29 marzo - Enrico II di Münsterberg-Oels, nobile boemo († 1548)

### Giugno
- 5 giugno - Ferdinando d'Aviz, principe portoghese († 1534)
- 6 giugno - Annibale Caro, traduttore, poeta e numismatico italiano († 1566)
- 25 giugno - Maria Giacomina di Baden, nobile tedesca († 1580)

### Agosto
- 10 agosto - Jacques Arcadelt, compositore fiammingo († 1568)
- 11 agosto - Jerónimo Nadal, gesuita e teologo spagnolo († 1580)
- 15 agosto - Giorgio III di Anhalt-Dessau, nobile tedesco († 1553)

### Settembre
- 16 settembre - Jiajing, imperatore cinese († 1567)

### Ottobre
- 1º ottobre - Johannes Sturm, pedagogo tedesco († 1589)
- 1º ottobre - Jacopo Barozzi da Vignola, architetto e teorico dell'architettura italiano († 1573)
- 4 ottobre - Giovanni Battista Rossi, religioso italiano († 1578)
- 5 ottobre - Durante Duranti, cardinale e vescovo cattolico italiano († 1558)
- 26 ottobre - Alvise I Mocenigo, doge († 1577)
- 29 ottobre - Fernando Álvarez de Toledo, nobile e generale spagnolo († 1582)

### Novembre
- 25 novembre - Joos de Damhouder, giurista belga († 1581)

### Dicembre
- 18 dicembre - Ōuchi Yoshitaka, militare giapponese († 1551)

### Senza giorno specificato
- Altan Khan,  mongolo († 1582)
- Vrindavana Dasa Thakura, scrittore e mistico indiano († 1589)
- Antoine I d'Albon, arcivescovo cattolico francese († 1574)
- Bálint Bakfark, compositore e liutista ungherese († 1576)
- Ercole Bentivoglio, letterato italiano († 1573)
- Anna Bolena, sovrana britannica († 1536)
- Pierre Bontemps, scultore francese († 1568)
- Gian Giacomo Bonzagna, medaglista, incisore e orafo italiano († 1565)
- Anne Brandon, nobildonna inglese († 1558)
- Bartolomeo Concini, giurista italiano († 1578)
- Lucantonio Coppi, nobile e condottiero italiano († 1557)
- Agustín Coruña Velasco, religioso e vescovo cattolico spagnolo († 1589)
- Annibale Gonzaga, condottiero italiano († 1537)
- Giovanni Battista Lercari, doge († 1592)
- Enrico Loffredo, vescovo cattolico italiano († 1547)
- Juan Manrique de Lara, militare spagnolo († 1570)
- Giovanni Angelo Montorsoli, scultore e architetto italiano († 1563)
- Bernardo Navagero, cardinale, ambasciatore e vescovo cattolico italiano († 1565)
- Bartolomeo Panciatichi, umanista e politico italiano († 1582)
- Giovanni Battista Pastene, navigatore italiano († 1582)
- Altobello Persio, scultore italiano († 1593)
- Alberto Pico della Mirandola, nobile e militare italiano († 1533)
- Claudio Rangoni, condottiero italiano († 1537)
- Guillaume Rondelet, zoologo francese († 1566)
- Juan Ruiz de Arce, militare spagnolo († 1570)
- Ermes I Stampa, vescovo cattolico e nobile italiano († 1557)
- Jacopo Strada, pittore, architetto e numismatico italiano († 1588)
- Juan de Vega, politico e ambasciatore spagnolo († 1558)
- Alonso de la Vera Cruz, teologo spagnolo († 1584)
- Gaspar de Zúñiga y Avellaneda, cardinale e arcivescovo cattolico spagnolo († 1571)
- Guillaume Guéroult, editore, traduttore e poeta francese († 1569)
- Wolf Dietrich von Ems zu Hohenems, nobile austriaco († 1538)

## Morti
- 10 gennaio - Pietro Barozzi, vescovo cattolico e umanista italiano (n. 1441)
- 11 febbraio - Giovanni di Glogovia, umanista, filosofo e geografo polacco (n. 1445)
- 23 febbraio - Gentile Bellini, pittore e medaglista italiano (n. 1429)
- 12 marzo - Cesare Borgia, generale, cardinale e nobile italiano (n. 1475)
- 16 marzo - Baldassarre di Meclemburgo, vescovo cattolico tedesco (n. 1451)
- 1º aprile - Sigismondo I d'Este, nobile italiano (n. 1433)
- 2 aprile - Francesco da Paola, religioso italiano (n. 1416)
- 25 aprile - Elisabetta di Hohenzollern, nobile (n. 1474)
- 4 maggio - Juan de Vera, cardinale spagnolo (n. 1453)
- 14 maggio - Hernando de Talavera, arcivescovo cattolico spagnolo (n. 1428)
- 15 maggio - Alonso Ortiz, umanista spagnolo (n. 1455)
- 16 maggio - Ginevra Sforza, italiana (n. 1440)
- 10 giugno - Ercole Bentivoglio, condottiero italiano (n. 1459)
- 19 giugno - Jean-François de la Trémoille, cardinale francese
- 5 luglio - Pietro Baldi del Riccio, poeta e umanista italiano (n. 1475)
- 10 luglio - Paolo da Novi, doge (n. 1440)
- 29 luglio - Martin Behaim, navigatore, cartografo e astronomo tedesco (n. 1459)
- 5 agosto - Niccolò Maria d'Este, vescovo cattolico italiano
- 15 agosto - Giovanni V di Sassonia-Lauenburg, duca (n. 1439)
- 24 agosto - Cecilia di York, principessa inglese (n. 1469)
- 27 agosto - Vincenzo Bandello, religioso italiano (n. 1435)
- 1º settembre - Girolamo Basso della Rovere, cardinale italiano (n. 1434)
- 10 settembre - Antonio Pallavicini Gentili, cardinale e vescovo cattolico italiano (n. 1441)
- 6 novembre - Pietro Casola, scrittore e presbitero italiano (n. 1427)
- 18 novembre - Martino de Majo, vescovo cattolico italiano
- Simone Arrigoni, politico italiano (n. 1463)
- Domenico Benivieni, religioso italiano (n. 1460)
- Gonzalo Chacón, politico e storico spagnolo (n. 1429)
- Giovanni Matteo Contarini, cartografo italiano
- Richard Davy, compositore, organista e direttore di coro inglese
- Peter van Diest, scrittore fiammingo (n. 1454)
- Rueland Frueauf il Vecchio, pittore tedesco
- Fernando Gallego, pittore spagnolo (n. 1440)
- Erhart Küng, scultore svizzero
- Hans Leu il Vecchio, pittore svizzero
- Marco Marziale, pittore italiano
- Matteo da Gualdo, pittore italiano
- Ali Bey Mihaloglu, militare ottomano (n. 1425)
- Lazzaro Palazzi, architetto italiano
- Francesco da Caldarola, presbitero e francescano italiano
- Juan Alfonso Pérez de Guzmán, III duca di Medina Sidonia, duca (n. 1464)
- Cosimo Rosselli, pittore italiano (n. 1439)
- Bartolomeo Socini, giurista italiano (n. 1436)
- Domenico da Tolmezzo, pittore e scultore italiano (n. 1448)
- Virgilio di Graben, nobile e diplomatico austriaco

## Calendario
| Calendario 1507 | Calendario 1507 | Calendario 1507 | Calendario 1507 | Calendario 1507 | Calendario 1507 | Calendario 1507 | Calendario 1507 | Calendario 1507 | Calendario 1507 | Calendario 1507 | Calendario 1507 | Calendario 1507 | Calendario 1507 | Calendario 1507 | Calendario 1507 | Calendario 1507 | Calendario 1507 | Calendario 1507 | Calendario 1507 | Calendario 1507 | Calendario 1507 | Calendario 1507 | Calendario 1507 | Calendario 1507 | Calendario 1507 | Calendario 1507 | Calendario 1507 | Calendario 1507 | Calendario 1507 | Calendario 1507 | Calendario 1507 | Calendario 1507 |
| --------------- | --------------- | --------------- | --------------- | --------------- | --------------- | --------------- | --------------- | --------------- | --------------- | --------------- | --------------- | --------------- | --------------- | --------------- | --------------- | --------------- | --------------- | --------------- | --------------- | --------------- | --------------- | --------------- | --------------- | --------------- | --------------- | --------------- | --------------- | --------------- | --------------- | --------------- | --------------- | --------------- |
|                 | 1               | 2               | 3               | 4               | 5               | 6               | 7               | 8               | 9               | 10              | 11              | 12              | 13              | 14              | 15              | 16              | 17              | 18              | 19              | 20              | 21              | 22              | 23              | 24              | 25              | 26              | 27              | 28              | 29              | 30              | 31              |                 |
| Gennaio         | Ve              | Sa              | Do              | Lu              | Ma              | Me              | Gi              | Ve              | Sa              | Do              | Lu              | Ma              | Me              | Gi              | Ve              | Sa              | Do              | Lu              | Ma              | Me              | Gi              | Ve              | Sa              | Do              | Lu              | Ma              | Me              | Gi              | Ve              | Sa              | Do              |                 |
| Febbraio        | Lu              | Ma              | Me              | Gi              | Ve              | Sa              | Do              | Lu              | Ma              | Me              | Gi              | Ve              | Sa              | Do              | Lu              | Ma              | Me              | Gi              | Ve              | Sa              | Do              | Lu              | Ma              | Me              | Gi              | Ve              | Sa              | Do              |                 |                 |                 |                 |
| Marzo           | Lu              | Ma              | Me              | Gi              | Ve              | Sa              | Do              | Lu              | Ma              | Me              | Gi              | Ve              | Sa              | Do              | Lu              | Ma              | Me              | Gi              | Ve              | Sa              | Do              | Lu              | Ma              | Me              | Gi              | Ve              | Sa              | Do              | Lu              | Ma              | Me              |                 |
| Aprile          | Gi              | Ve              | Sa              | Do              | Lu              | Ma              | Me              | Gi              | Ve              | Sa              | Do              | Lu              | Ma              | Me              | Gi              | Ve              | Sa              | Do              | Lu              | Ma              | Me              | Gi              | Ve              | Sa              | Do              | Lu              | Ma              | Me              | Gi              | Ve              |                 |                 |
| Maggio          | Sa              | Do              | Lu              | Ma              | Me              | Gi              | Ve              | Sa              | Do              | Lu              | Ma              | Me              | Gi              | Ve              | Sa              | Do              | Lu              | Ma              | Me              | Gi              | Ve              | Sa              | Do              | Lu              | Ma              | Me              | Gi              | Ve              | Sa              | Do              | Lu              |                 |
| Giugno          | Ma              | Me              | Gi              | Ve              | Sa              | Do              | Lu              | Ma              | Me              | Gi              | Ve              | Sa              | Do              | Lu              | Ma              | Me              | Gi              | Ve              | Sa              | Do              | Lu              | Ma              | Me              | Gi              | Ve              | Sa              | Do              | Lu              | Ma              | Me              |                 |                 |
| Luglio          | Gi              | Ve              | Sa              | Do              | Lu              | Ma              | Me              | Gi              | Ve              | Sa              | Do              | Lu              | Ma              | Me              | Gi              | Ve              | Sa              | Do              | Lu              | Ma              | Me              | Gi              | Ve              | Sa              | Do              | Lu              | Ma              | Me              | Gi              | Ve              | Sa              |                 |
| Agosto          | Do              | Lu              | Ma              | Me              | Gi              | Ve              | Sa              | Do              | Lu              | Ma              | Me              | Gi              | Ve              | Sa              | Do              | Lu              | Ma              | Me              | Gi              | Ve              | Sa              | Do              | Lu              | Ma              | Me              | Gi              | Ve              | Sa              | Do              | Lu              | Ma              |                 |
| Settembre       | Me              | Gi              | Ve              | Sa              | Do              | Lu              | Ma              | Me              | Gi              | Ve              | Sa              | Do              | Lu              | Ma              | Me              | Gi              | Ve              | Sa              | Do              | Lu              | Ma              | Me              | Gi              | Ve              | Sa              | Do              | Lu              | Ma              | Me              | Gi              |                 |                 |
| Ottobre         | Ve              | Sa              | Do              | Lu              | Ma              | Me              | Gi              | Ve              | Sa              | Do              | Lu              | Ma              | Me              | Gi              | Ve              | Sa              | Do              | Lu              | Ma              | Me              | Gi              | Ve              | Sa              | Do              | Lu              | Ma              | Me              | Gi              | Ve              | Sa              | Do              |                 |
| Novembre        | Lu              | Ma              | Me              | Gi              | Ve              | Sa              | Do              | Lu              | Ma              | Me              | Gi              | Ve              | Sa              | Do              | Lu              | Ma              | Me              | Gi              | Ve              | Sa              | Do              | Lu              | Ma              | Me              | Gi              | Ve              | Sa              | Do              | Lu              | Ma              |                 |                 |
| Dicembre        | Me              | Gi              | Ve              | Sa              | Do              | Lu              | Ma              | Me              | Gi              | Ve              | Sa              | Do              | Lu              | Ma              | Me              | Gi              | Ve              | Sa              | Do              | Lu              | Ma              | Me              | Gi              | Ve              | Sa              | Do              | Lu              | Ma              | Me              | Gi              | Ve              |                 |